# DSB MA
DSB littera MA, också kallat Sølvpilen (Silverpilen) efter en ommålning 1984, var en typ av snabbgående motorvagnståg, Lyntog, i Danmark.
Littera MA anskaffades i en första serie 1963 och en andra serie 1966. Sammanlagt inköptes 10 tågsätt på åtta vagnar. Typen utvecklades från de tyska Trans-Europ-Express-tågen Baureihe VT 11.5 från MAN, med anpassning till danska krav, bland annat med utveckling av en manövervagn, så att tågen kunde delas i två halvtåg för Stora Bält-färjorna.
MA sattes in som åttavagnars Lyntog mellan Köpenhamn och Ålborg samt andra destinationer på Jylland. Ursprungligen var tågen målade i en ljus vinröd kulör, men i samband med en renovering av interiören 1984 målades tågen i silverkulör. Från 1990 ersattes MA av IC3.
Ett halvtågsätt bevarades i Danmark och är idag museitåg. Övriga skänktes till Polen, men kunde inte användas på det polska huvudnätet och skrotades efter kort tid. 

## Bildgalleri

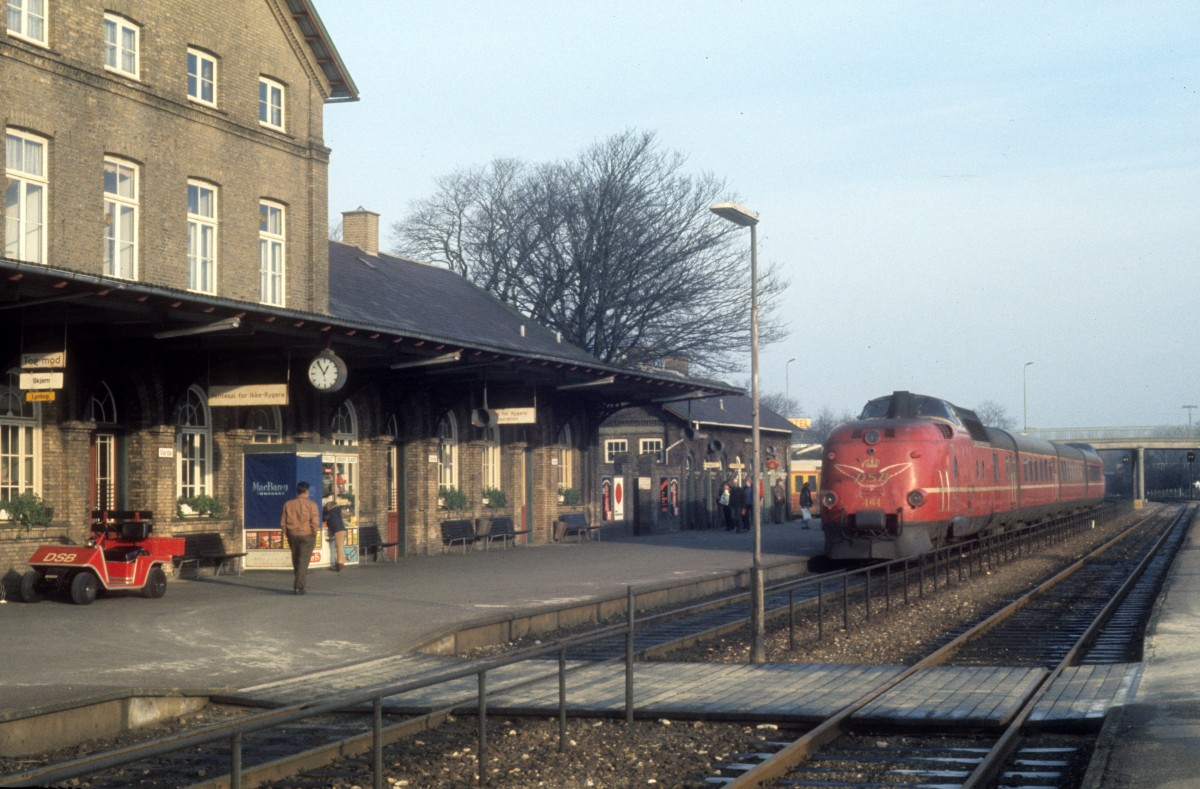
Lyntog i Varde 1975
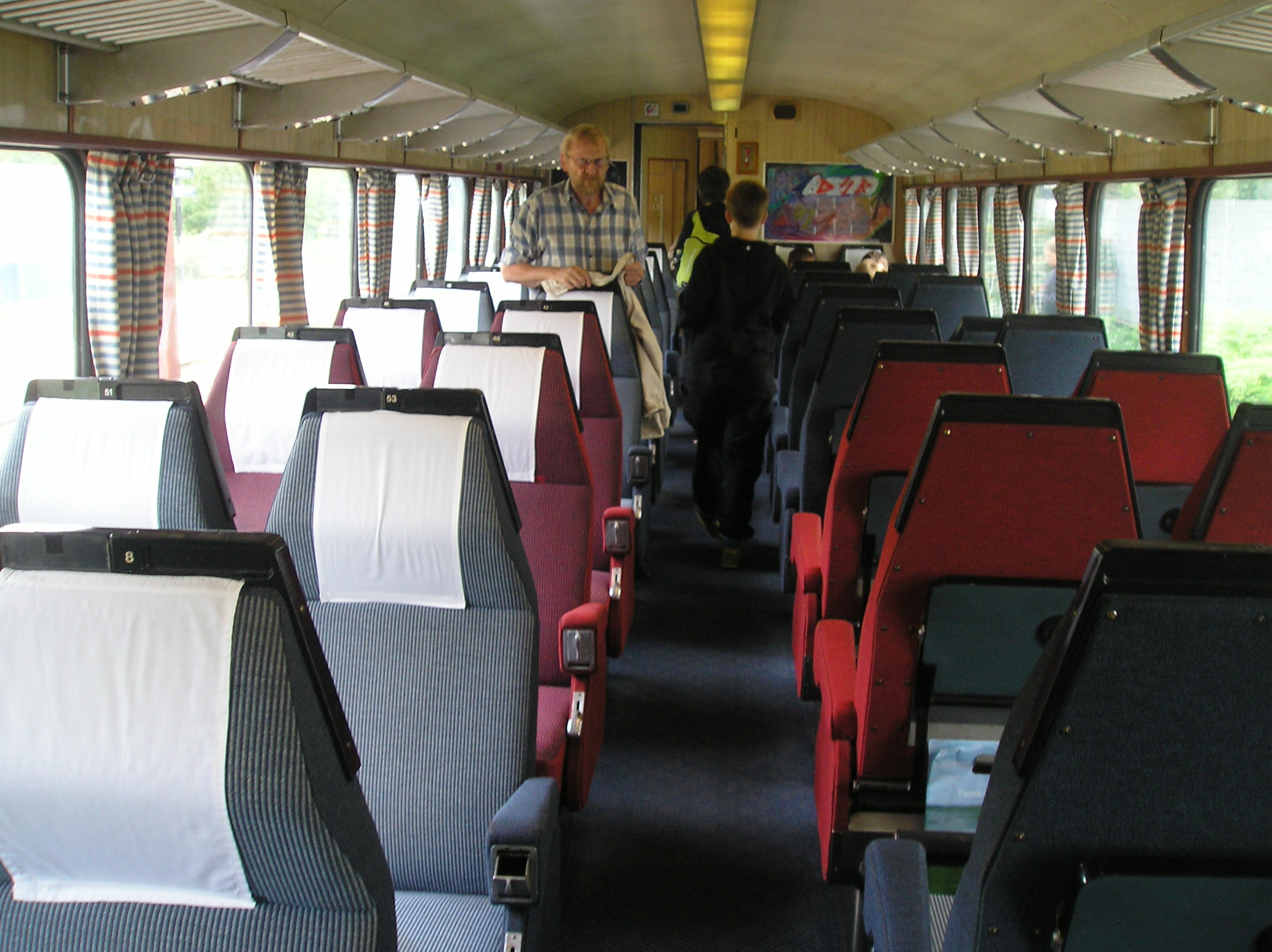
Interiör i andra klass
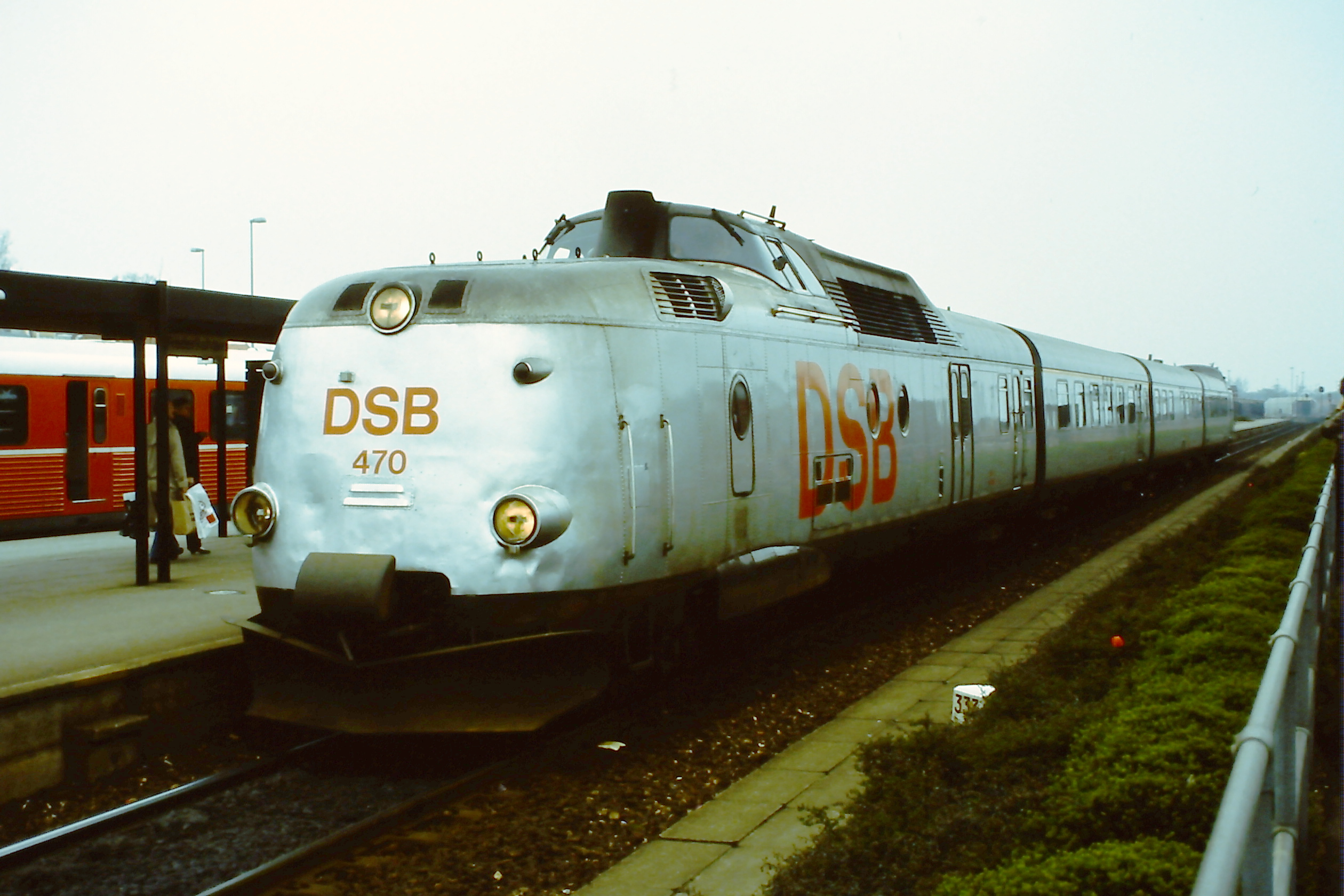
Lyntog i silverfärg 1989
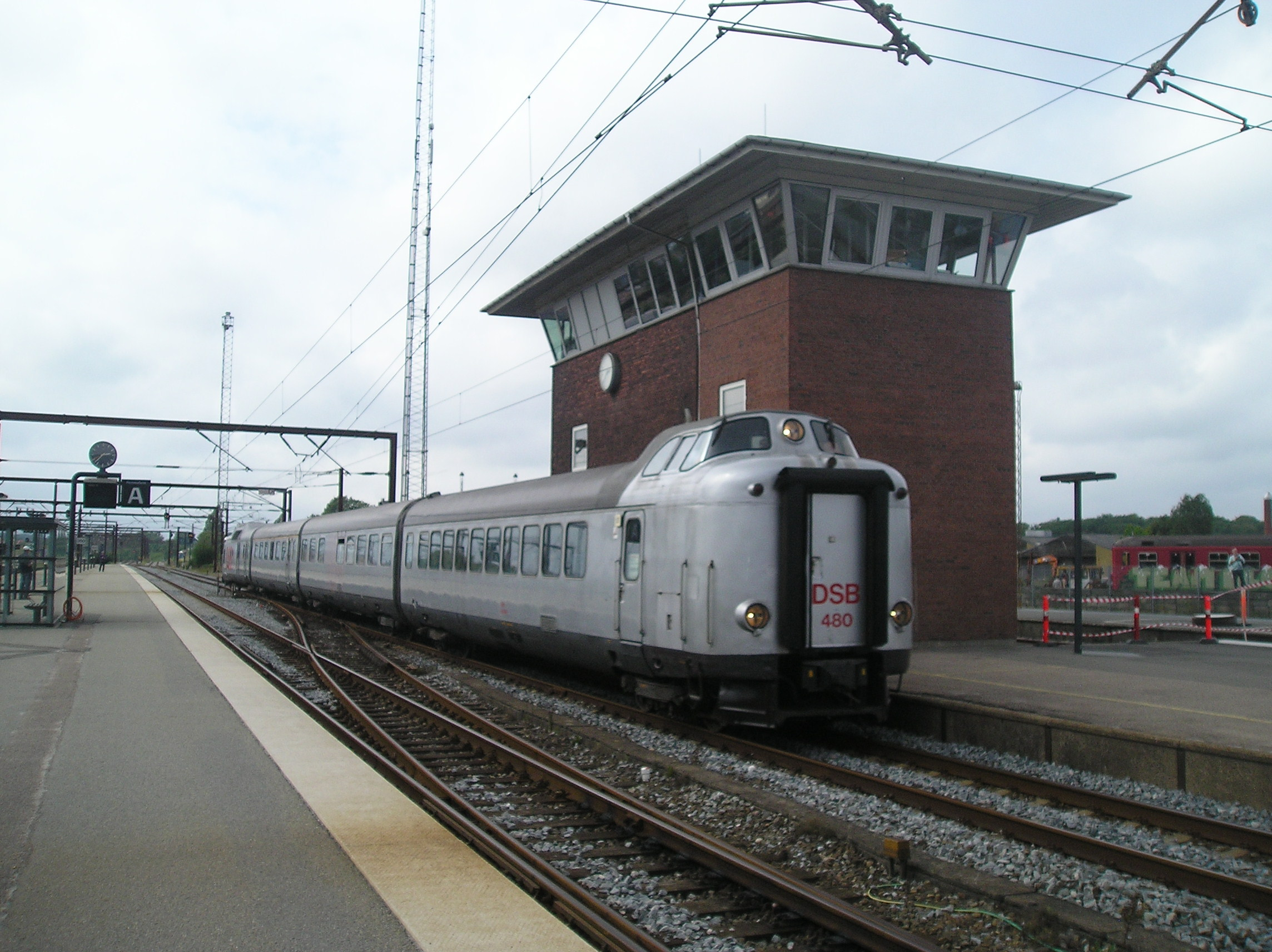
Styrvagnen i bakre ändan av Sølvpilen som museitåg